# نسبة الدين العام إلى الناتج المحلي الإجمالي

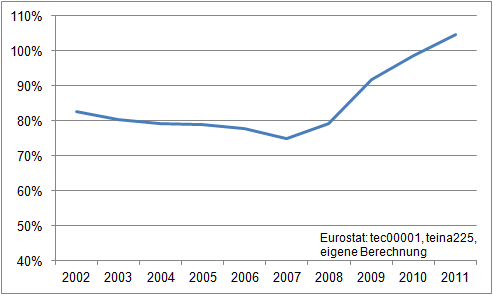
نلاحظ تخطي الدين العام بنسبة 105%

إن نسبة الدين إلى الناتج المحلي الإجمالي في الاقتصاد هي النسبة بين الدين الحكومي للبلد (يقدر بوحدات العملة) والناتج المحلي الاجمالي (يقدربوحدات العملة في السنة). تشير نسبة الدين المنخفضة إلى الناتج المحلي الإجمالي إلى الاقتصاد الذي ينتج ويبيع السلع والخدمات الكافية لسداد الديون دون تكبد المزيد من الديون. تؤثر الاعتبارات الجيوسياسية والاقتصادية - بما في ذلك أسعار الفائدة والحرب والركود والمتغيرات الأخرى - على ممارسات الاقتراض للأمة وفي اختيار تحمل المزيد من الديون. لا ينبغي الخلط بين الاعتبارات الجيوسياسية وبين نسبة العجز إلى الناتج المحلي الإجمالي، والتي تقاس، بالنسبة للبلدان التي تعاني عجزًا في الميزانية، بما في ذلك صافي الخسارة المالية السنوية لبلد ما في سنة معينة (إجمالي النفقات مطروحًا منها إجمالي الإيرادات، أو صافي التغير في الدين سنويًا) نسبة مئوية من الناتج المحلي الإجمالي لذلك البلد؛ اما بالنسبة للبلدان التي لديها فوائض في الميزانية، تقيس نسبة الفائض إلى الناتج المحلي الإجمالي صافي المكسب المالي السنوي للبلد كجزء من الناتج المحلي الإجمالي لذلك البلد.

## الإحصائيات العالمية
في نهاية الربع الثالث من عام 2019، بلغت نسبة الدين العام إلى الناتج المحلي الإجمالي في الولايات المتحدة 105.5 ٪. كان مستوى الدين العام في اليابان 246.1 ٪ من الناتج المحلي الإجمالي، والصين 16.7 ٪ والهند 61.8 ٪، في عام 2017 وفقا لصندوق النقد الدولي. في حين أن نسبة الدين العام إلى الناتج المحلي الإجمالي في نهاية الربع الثاني من كان 2016 عند 70.1 ٪ من الناتج المحلي الإجمالي في ألمانيا، 89.1 ٪ في المملكة المتحدة، 98.2 ٪ في فرنسا و 135.5 ٪ في إيطاليا، وفقا ليوروستات.
ثلثا الدين العام للولايات المتحدة بايدي مواطنين أمريكيين، وبنوك، وشركات، وبنك الاحتياطي الفيدرالي؛ ما يقارب من ثلث الدين العام للولايات المتحدة مملوكة من قبل دول أجنبية - خاصة الصين واليابان. وعلى العكس، فإن أقل من 5٪ من الدين العام الإيطالي والياباني تحتفظ به دول أجنبية. لا سيما في الاقتصاد الكلي، ويمكن حساب مختلف نسب الدين إلى الناتج المحلي الإجمالي. النسبة الأكثر استخدامًا هي الدين الحكومي مقسومًا على إجمالي الناتج المحلي (GDP)، وهو ما يعكس الموارد المالية للحكومة، في حين أن النسبة الأخرى الشائعة هي إجمالي الدين إلى إجمالي الناتج المحلي، وهو ما يعكس الموارد المالية للأمة ككل.

## الوحدات
يتم التعبير عن نسبة الدين إلى الناتج المحلي الإجمالي بشكل عام كنسبة مئوية، ولكن تحتوي على عدد صحيح من السنوات، على النحو التالي. عن طريق تحليل الأبعاد هذه الكميات هي نسبة الأسهم (مع أبعاد العملة) بالتدفق (مع أبعاد العملة / الوقت)، لذلك لديهم أبعاد الوقت. مع وحدات العملة بالدولار الأمريكي (أو أي عملة أخرى) والوحدات الزمنية للسنوات (الناتج المحلي الإجمالي سنويًا)، فإن هذا يعطي النسبة على أنها تحتوي على وحدات من السنوات، والتي يمكن تفسيرها على أنها "عدد السنوات لسداد الديون، إن وجدت" من الناتج المحلي الإجمالي مخصص لسداد الديون ".يجب التقليل من هذا التفسير بفهم أن الناتج المحلي الإجمالي لا يمكن تكريسه بالكامل لسداد الديون - يجب أن يتم إنفاق البعض على البقاء على قيد الحياة، على الأقل، وبشكل عام، سيتم تخصيص 5-10 ٪ فقط لسداد الديون، حتى أثناء الحلقات مثل الكساد او الانهيارالكبير، الذي تم تفسيره على أنه انكماش الديون - وبالتالي "سنوات السداد" الفعلية هي الدين إلى الناتج المحلي الإجمالي مقسومًا على "جزء من إجمالي الناتج المحلي مخصص للسداد"، والذي سيكون عمومًا 10 أضعاف المدة أو أكثر من الدين البسيط إلى الناتج المحلي الإجمالي

## التغيرات
التغير في الدين إلى الناتج المحلي الإجمالي هو «صافي التغير في الدين كنسبة مئوية من الناتج المحلي الإجمالي» تقريبًا، بالنسبة للديون الحكومية، هذا عجز أو (فائض) كنسبة مئوية من الناتج المحلي الإجمالي (يحتاج للتدقيق). هذا تقريبي فقط حيث يتغير الناتج المحلي الإجمالي من عام إلى آخر، ولكن عمومًا تكون التغييرات في إجمالي الناتج المحلي قليلة (على سبيل المثال، 3 ٪)، وبالتالي هذا صحيح تقريبًا [يحتاج للتدقيق]. ومع ذلك، في ظل وجود تضخم كبير، أو ارتفاع التضخم بشكل خاص، قد يرتفع الناتج المحلي الإجمالي بسرعة بالقيمة الاسمية؛ إذا كانت الديون اسمية، فإن نسبتها إلى الناتج المحلي الإجمالي ستنخفض بسرعة. فترة الانكماش سيكون لها تأثير معاكس.
يمكن تحليل نسبة الدين الحكومي إلى الناتج المحلي الإجمالي من خلال النظر في كيفية تغيره، أو بمعنى آخر، كيف يتطور الدين بمرور الوقت:
يوضح الجانب الأيسر للمعادلة ديناميات الدين الحكومي.
المصطلح يوضح التغيير في الأرصدة النقدية (أي نمو النقود). من خلال طباعة النقود، تكون الحكومة قادرة على زيادة أرصدة النقود الاسمية لسداد الدين (وبالتالي تتصرف بطريقة الدين التي يقوم بها تمويل الديون، من أجل موازنة نفقات الحكومة) (يحتاج توضيح). ومع ذلك، فإن التأثير الذي تحدثه الزيادة في الأرصدة النقدية الاسمية على عمليات البيع هو أمر غامض، فبينما تزيد من حجم الأموال داخل الاقتصاد، تنخفض القيمة الحقيقية لكل وحدة من النقود بسبب الآثار التضخمية. يسمى هذا التأثير التضخمي الناتج عن طباعة النقود ضريبة التضخم [بحاجة لمصدر].

## التتطبيقات
يقيس الدين إلى الناتج المحلي الإجمالي النفوذ المالي للاقتصاد [بحاجة لمصدر]. أحد معايير التقارب في اليورو هو أن الدين الحكومي إلى الناتج المحلي الإجمالي يجب أن يكون أقل من 60 ٪ [بحاجة لمصدر]. يرى البنك الدولي وصندوق النقد الدولي أنه «يمكن القول بأن دولة ما تحقق القدرة على تحمل الديون الخارجية إذا استطاعت الوفاء بالتزاماتها الحالية والمستقبلية في خدمة الديون الخارجية بالكامل، دون اللجوء إلى إعادة جدولة الديون أو تراكم المتأخرات ودون المساس بالنمو». [بحاجة لمصدر] وفقًا لهاتين المؤسستين، يمكن لبلد ما الحصول على القدرة على تحمل الديون الخارجية «من خلال خفض القيمة الحالية الصافية (NPV) للديون العامة الخارجية إلى حوالي 150 في المائة من صادرات البلد أو 250 في المائة من إيرادات البلد.» يُعتقد أن الديون الخارجية المرتفعة لها آثار ضارة على الاقتصاد.
في عام 2013، استعرض هيرندون وآش وبولين ورقة بحث مؤثرة تم الاستشهاد بها على نطاق واسع بعنوان «النمو في وقت الدين»،  من قبل اثنين من الاقتصاديين بجامعة هارفارد، كارمن رينهارت وكينيث روجوف. جادل هيرندون وآش وبولين بأن «أخطاء الترميز والاستبعاد الانتقائي للبيانات المتاحة والوزن غير التقليدي للإحصائيات الموجزة تؤدي إلى أخطاء جسيمة تمثل بشكل غير دقيق العلاقة بين الدين العام ونمو الناتج المحلي الإجمالي بين 20 اقتصادات متقدمة في فترة ما بعد الحرب». تصحيح هذه الأخطاء الحسابية الأساسية قوض المطالبة المركزية للكتاب بأن الكثير من الديون تسبب الركود. ادعى روجوف ورينهاردت أن استنتاجاتهما الأساسية كانت دقيقة، على الرغم من الأخطاء.
هناك فرق بين الدين الخارجي المقوم بالعملة المحلية والدين الخارجي المقوم بالعملة الأجنبية. يمكن للأمة خدمة الدين الخارجي المقوم بالعملة المحلية من خلال إيرادات الضرائب، ولكن لخدمة ديون العملات الأجنبية، يتعين عليها تحويل إيرادات الضرائب في سوق الصرف الأجنبي إلى العملة الأجنبية، مما يضع ضغطًا هابطًا على قيمة عملتها.